# 1955 год в кино

## Фильмы

### Мировое кино
- «Большие манёвры» / Les Grandes Manoeuvres, Франция (реж. Рене Клер)
- «Бунтарь без причины» / Rebel without a Cause, США (реж. Николас Рэй)
- «Всё, что дозволено небесами» / All That Heaven Allows, США (реж. Дуглас Сирк)
- «Девдас» / Devdas, Индия (реж. Бимал Рой)
- «Женские сны» / Kvinnodröm, Швеция (реж. Ингмар Бергман)
- «Зуд седьмого года» / The Seven Year Itch, США (реж. Билли Уайлдер)
- «К востоку от рая» / East of Eden, США (реж. Элиа Казан)
- «Лола Монтес» / Lola Montes, Франция-ФРГ (реж. Макс Офюльс)
- «Марти» / Marty, США (реж. Делберт Манн)
- «Мошенники» / Il bidone, Италия (реж. Федерико Феллини)
- «Мужские разборки» / Du rififi chez les hommes, Франция (реж. Жюль Дассен)
- «Наполеон: Путь к вершине» / Napoleon, Франция (реж. Саша Гитри)
- «Невыносимый господин Болтун» / L’Impossible Monsieur Pipelet, Франция (реж. Андрэ Юнебель)
- «Неприятности с Гарри» / The Trouble with Harry, США (реж. Альфред Хичкок)
- «Ночь охотника» / The Night Of The Hunter, США (реж. Чарльз Лоутон)
- «Песнь дороги» / পথের পাঁচালী, Индия (реж. Рей Сатьяджит)
- «Плохой день в Блэк Роке» / Bad Day at Black Rock, США (реж. Джон Стёрджес)
- «Подруги» / Le Amiche, Италия (реж. Микеланджело Антониони)
- «Поймать вора» / To Catch a Thief, США (реж. Альфред Хичкок)
- «Поцелуй убийцы» / Kiss Of A Killer, США (реж. Стэнли Кубрик)
- «Путешествие к началу времён» / Cesta Do Praveku, Чехословакия (реж. Карел Земан)
- «Слово» / Ordet, Дания (реж. Карл Дрейер)
- «Тарантул» / Tarantula, США (реж. Джек Арнольд)
- «Улыбки летней ночи» / Sommarnattens leende, Швеция (реж. Ингмар Бергман)
- «Целуй меня насмерть» / Kiss Me Deadly, США (реж. Роберт Олдрич)
- «Человек с золотой рукой» / The Man With The Golden Arm, США (реж. Отто Премингер)

### Советское кино

#### Фильмы Азербайджанской ССР
- Бахтияр, или Любимая песня (реж. Лятиф Сафаров)
- Встреча (реж. Тофик Тагизаде)

#### Фильмы Белорусской ССР
- Белорусский концерт (реж. Пётр Василевский, Владимир Стрельцов)
- Зелёные огни (реж. Иосиф Шульман, Сергей Сплошнов)
- Нестерка (реж. Александр Зархи)

#### Фильмы Грузинской ССР
- Лурджа Магданы (реж. Тенгиз Абуладзе и Резо Чхеидзе)
- Они спустились с гор (реж. Нико Санишвили)

#### Фильмы РСФСР
- В квадрате 45 (реж. Юрий Вышинский)
- Весенние голоса (реж. Эльдар Рязанов, Сергей Гуров)
- Гость с Кубани (реж. Андрей Фролов)
- Два капитана (реж. Владимир Венгеров)
- Двенадцатая ночь (реж. Ян Фрид)
- Дело Румянцева (реж. Иосиф Хейфиц)
- Доброе утро (реж. Андрей Фролов)
- Княжна Мери (реж. Исидор Анненский)
- Ляна (реж. Борис Барнет)
- Максим Перепелица (реж. Анатолий Граник)
- Неоконченная повесть (реж. Фридрих Эрмлер)
- Овод (реж. Александр Файнциммер)
- Отелло (реж. Сергей Юткевич)
- Первый эшелон (реж. Михаил Калатозов)
- Попрыгунья (реж. Самсон Самсонов)
- Солдат Иван Бровкин (реж. Иван Лукинский)
- Судьба барабанщика (реж. Виктор Эйсымонт)
- Сын (реж. Юрий Озеров)
- Чужая родня (реж. Михаил Швейцер)

#### Фильмы Украинской ССР
- Белый пудель (реж. Марианна Рошаль и Владимир Шредель)
- Матрос Чижик (реж. Владимир Браун)

#### Фильмы совместных производителей

##### Двух киностудий, а также двух союзных республик
- Крушение эмирата (реж. Владимир Басов и Латиф Файзиев)

## Лидеры проката
- Укротительница тигров (реж. Надежда Кошеверова и Александр Ивановский) — 2 место, 36 720 000 зрителей
- Неоконченная повесть (реж. Фридрих Эрмлер) — 9 место, 29 320 000 зрителей

## Персоналии

### Родились
- 1 января — Сергей Сосновский, советский и российский актёр театра и кино.
- 18 января — Кевин Костнер, американский актёр, продюсер, режиссёр и музыкант.
- 9 марта — Орнелла Мути, итальянская киноактриса.
- 19 марта — Брюс Уиллис, американский киноактёр, продюсер, музыкант, один из самых высокооплачиваемых актёров Голливуда.
- 22 марта — Лена Олин, шведская актриса.
- 29 апреля — Лариса Удовиченко, советская и российская киноактриса.
- 27 июня — Изабель Аджани, французская киноактриса.
- 9 июля — Джимми Смитс, американский актёр.
- 22 июля — Уиллем Дефо, американский актёр.
- 4 августа — Билли Боб Торнтон, американский актёр и режиссёр.
- 19 августа — Питер Галлахер, американский актёр, музыкант и писатель.
- 21 августа — Сергей Сельянов, советский и российский режиссёр и продюсер.
- 24 сентября — Александр Баширов, советский и российский актёр театра и кино, режиссёр.
- 15 октября — Таня Робертс, американская киноактриса.
- 10 ноября — Роланд Эммерих, американский режиссёр немецкого происхождения.
- 13 ноября — Вупи Голдберг, американская киноактриса.

### Скончались
- 7 апреля — Теда Бара, американская актриса, звезда немого кино.
- 5 августа — Кармен Миранда, бразильская и американская певица и актриса.
- 30 сентября — Джеймс Дин, американский актёр.